# Boeing C-17 Globemaster III
Boeing C-17 Globemaster III là một loại máy bay vận tải quân sự bốn động cơ tua bin phản lực cánh quạt chiến thuật/chiến lược thuộc McDonnell Douglas và sau này sáp nhập với Boeing phát triển cho Không quân Hoa Kỳ từ thập niên 1980 tới đầu thập niên 1990.

### Giao hàng

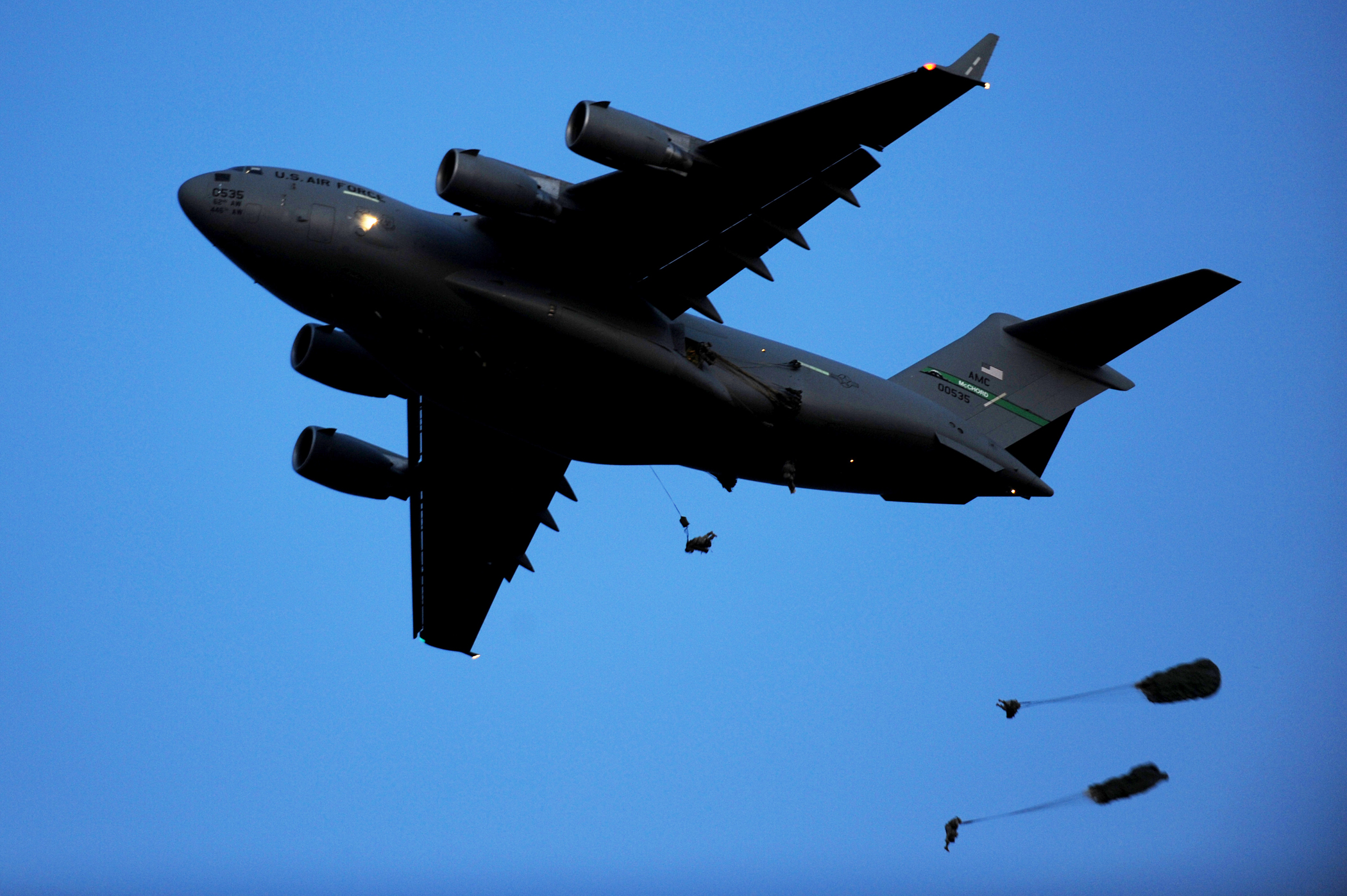
Một chiếc C-17 tiến hành thả lính nhảy dù

| 1991 | 1992 | 1993 | 1994 | 1995 | 1996 | 1997 | 1998 | 1999 | 2000 | 2001 | 2002 | 2003 | 2004 | 2005 | 2006 | 2007 | 2008 | 2009 | 2010 | 2011 | 2012 | 2013 |
| ---- | ---- | ---- | ---- | ---- | ---- | ---- | ---- | ---- | ---- | ---- | ---- | ---- | ---- | ---- | ---- | ---- | ---- | ---- | ---- | ---- | ---- | ---- |
| 1    | 4    | 5    | 8    | 6    | 6    | 7    | 10   | 11   | 13   | 14   | 16   | 16   | 16   | 16   | 16   | 16   | 16   | 16   | 14   | 12   | 10   | 4    |

## Biến thể

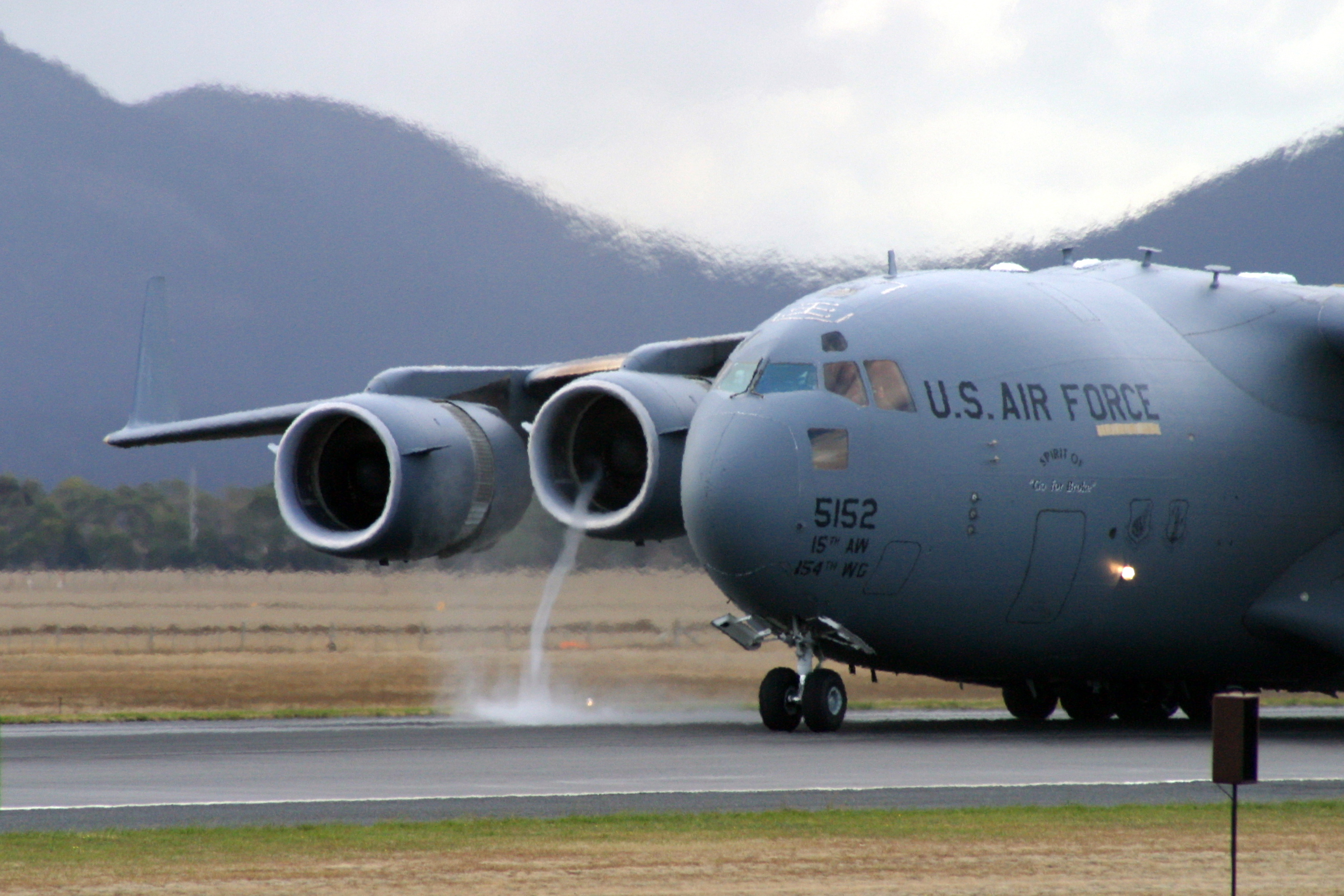
C-17.

- C-17A: phiên bản quân sự ban đầu
- C-17A "ER":[3][4] Tên không chính thức cho C-17As do việc bổ sung không gian cánh[4]. Nâng cấp này được đưa vào sản xuất từ năm 2013 với khối 13 máy bay
- C-17B:[5][6] thiết kế bố sung hai rãnh cánh tà, một bộ phận hạ cánh chính bổ sung trên thân máy bay trung tâm, động cơ mạnh hơn và các hệ thống khác đẻ máy bay cất và hạ cánh trong khoảng cách ngắn hơn.Boeing cung cấp C-17B cho quân đội Mỹ vào năm 2007.
- MD-17: Biến thể đề xuất cho các nhà khai thác dân sự sau đó được đặt lại tên là BC-17.

## Quốc gia sử dụng

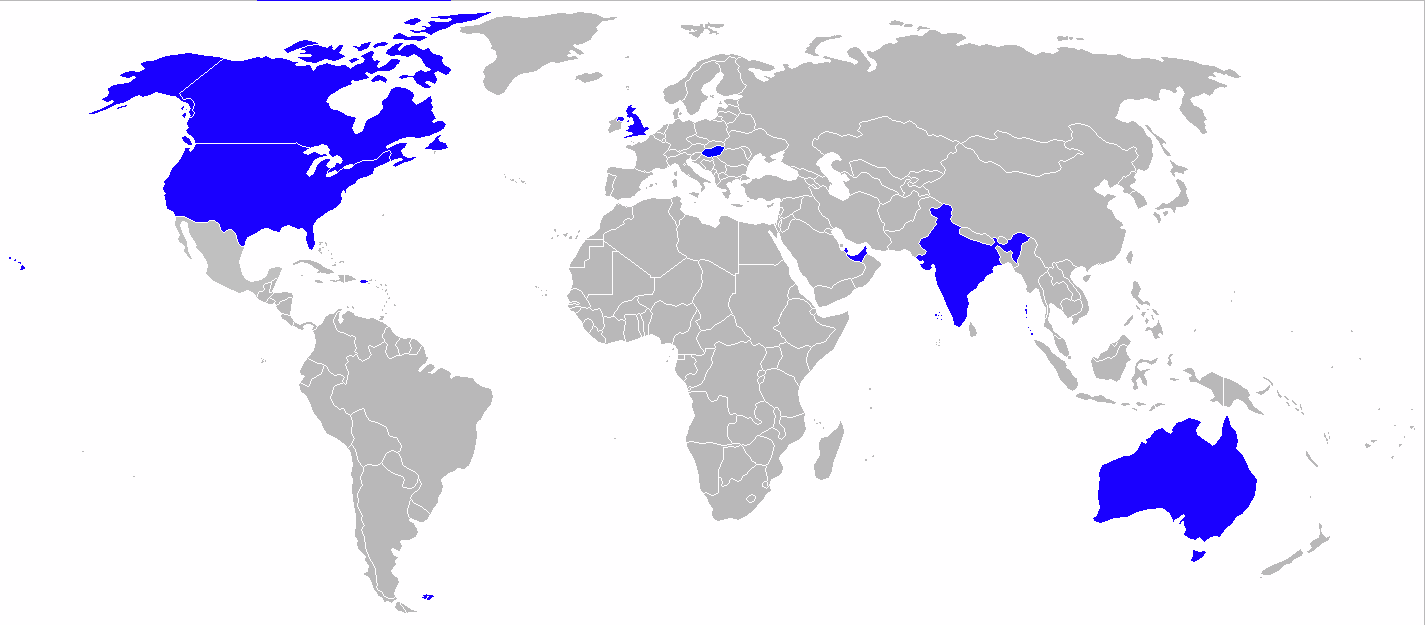
Quốc gia sử dụng C-17

Úc
- Không quân Hoàng gia Úc - 6 C-17ER[7]

 Canada
- Không quân Hoàng gia Canada - 4 CC-177 (C-17ER)[8]

 Ấn Độ
- Không quân Ấn Độ – đặt mua 10 C-17[9][10][11][12][13] với 2 chiếc nhận được tháng 7 năm 2013.

 NATO
- Liên đoàn không vận hạng nặng - 3[14][15].[16] Đóng tại căn cứ không quân Pápa, Hungary.

 Qatar
- Không quân Qatari Emiri - 4 C-17A[17][18]

 UAE
- Không quân Các Tiểu vương quốc Ả Rập Thống nhất - 6 C-17A[19]

 Anh Quốc
- Không quân Hoàng gia - 8 C-17ER[20]

 Hoa Kỳ
- Không quân Hoa Kỳ - 220 (70 C-17, 150 C-17ER) tính đến tháng 3 năm 2013,[21] with 224 funded[22]

## Tính năng kỹ chiến thuật (C-17)
Dữ liệu lấy từ U.S. Air Force fact sheet, Boeing, and AerospaceWeb
Đặc điểm tổng quát
- Tổ lái: 3
- Sức chuyên chở: 

  - 102 lính dù
  - 158 lính hoặc
  - 53 lính với các ghế ngồi 2 bên hoặc
  - 36 cáng và 54 bệnh nhân hoặc
  - Hàng hóa, như xe tăng M1 Abrams,[27] 3 xe Stryker, hoặc 6 xe an ninh bọc giáp M1117
- Tải trọng: 170.900 lb (77.519 kg)
- Chiều dài: 174 ft (53 m)
- Sải cánh: 169,8 ft (51,75 m)
- Chiều cao: 55,1 ft (16,8 m)
- Diện tích cánh: 3.800 ft² (353 m²)
- Trọng lượng rỗng: 282.500 lb (128.100 kg)
- Trọng lượng cất cánh tối đa: 585.000 lb (265.350 kg)
- Động cơ: 4 × Pratt & Whitney F117-PW-100 kiểu turbofan, 40.440 lbf (180 kN) mỗi chiếc
- Nhiên liệu: 35.546 U.S. gal (134.556 L)

 Hiệu suất bay 
- Vận tốc hành trình: Mach 0.74 (450 knot, 515 mph, 830 km/h)
- Tầm bay: 2.420 nmi[24] (2.785 mi, 4.482 km) ; 5.610 nmi (10.390 km) với lính dù[28]
- Trần bay: 45.000 ft (13.716 m)
- Tải trên cánh cực đại: 150 lb/ft² (750 kg/m²)
- Lực đẩy/trọng lượng: 0,277
- Cất cánh với MTOW: 7.600 ft (2.316 m)[24]
- Hạ cánh: 3.500 ft (1.060 m)